# Потарит
Потарит (рос. потарит; англ. potarite; нім. Potarit m) — мінерал, паладіїста ртуть. За назвою р. Потаро, Гаяна (J.B. Harrison, 1926).

## Опис
Хімічна формула: PdHg. Склад у % (з ріки Потаро, Гаяна): Pd — 35,9; Hg — 64,1.
Сингонія кубічна. Дитетрагонально-дипірамідальний вид. Утворює сріблясто-білі зерна з нечіткою стовпчатою та волокнистою текстурою. Густина 13,48-16,11. Твердість 3,75. Блиск металічний, сильний. Крихкий. Знайдений у вигляді розсіяних зерен і самородків при промиванні алмазів.
Синонім — амальґама паладієва.